# ماركوس أ. كيمب
ماركوس أ. كيمب هو سياسي أمريكي، ولد في 25 سبتمبر 1878، وتوفي في 17 أكتوبر 1957. نشط حزبياً في الحزب الجمهوري. وقد انتخب عضو جمعية ولاية ويسكونسن ‏ وانتخب عضو مجلس ولاية ويسكونسن ‏.